# Apolysis fasciola
Apolysis fasciola är en tvåvingeart som först beskrevs av Daniel William Coquillett 1892.  Apolysis fasciola ingår i släktet Apolysis och familjen svävflugor. Inga underarter finns listade i Catalogue of Life.